# 푸엔테오베후나
《푸엔테오베후나》(Fuenteovejuna)는 당대 스페인의 정치· 경제· 문화적인 갈등 상황과 해결을 절묘하게 그려낸 로페 데 베가의 대표작이다.
정의라는 상대적인 개념을 판별하기 위해서 일반적으로 쓰이는 기준 중 하나는 그것이 얼마나 공동체의 질서 유지에 기여하느냐 하는 것이다. 개념 혹은 약속이란 것이 본래 공동체를 빼놓고 생각할 수 없는 것이기 때문이다. 그런 의미에서 이 작품은 현실적인 이해관계들의 절묘한 균형을 이뤄내는 ‘정의’를 보여준다.

## 개요
푸엔테오베후나는 로페의 가장 훌륭한 작품으로 인정받는 작품이다. 이 작품은 1476년 푸엔테오베후나(Fuente ovejuna)에서 실제로 일어났던 농민 반란을 소재로 삼아서 집단의 심리를 서정적으로 잘 드러내고 있다. 작품의 주제는 귀족의 권력 남용에 대한 민중들의 봉기를 정당화하는 것으로, 당시에 잠재해 있던 봉건귀족과 평민 부르주아 사이의 사회적 갈등을 보여주고 있다.
이러한 부류의 작품들은 일반적으로 다음과 같은 전개 과정을 거친다. 우선 부도덕한 권력자(귀족)가 권력을 남용(주로 평민 여성에 대한 성폭행)한다. 그다음에는 이에 분노한 평민들이 귀족들에 대해 반란을 일으키고, 마지막 단계에서 국왕이 사건에 개입해 귀족 세력에 대항한 평민들의 손을 들어준다. 국왕은 언제나 최상의 심판자처럼 행동하며 판결을 통해 귀족을 비판하고 평민들의 행동을 정당화해 준다. 그리고 이러한 국왕의 결정에 아무도 이의를 제기하지 않는다. 그리고 민중들도 사회체제를 바꾸려고 하지는 않는다. 그들은 다만 정의가 실현되기를 원할 뿐이다. 그렇기 때문에 왕에게 악덕 귀족을 죽일 수밖에 없었던 자신들의 행동의 정당성을 인정해 달라고 요구하고 왕은 이를 받아들인다.
이것은 귀족들의 세력을 억누르고 절대왕정 체제를 공고하게 만들려는 군주와 절대 군주의 비호 아래 세력을 키우며 당시 부상하고 있던 부유한 부르주아 세력이 서로 공통된 이익을 추구했음을 보여주는 것이다.

## 민중의 삶을 옹호
왕이 푸엔테오베후나에 파견한 판사가 사실을 밝히기 위해 마을 사람들을 취조하는 장면에서 로페 데 베가는 고문당하는 마을 사람들을 노인과 소년, 여자와 뚱뚱한 겁쟁이 멩고로 설정했다. 즉 가장 약한 사람들을 대표로 한 것이다. 그러나 이 선택은 마을 사람들의 영웅성을 극대화한다. 이 영웅성이 마을을 살렸다. 극적 긴장감을 유지하는 데 가장 돋보이는 작가의 수완은 마을 사람들의 복수의 장면 다음에 고문의 장면을 연이어 배치한 것이다. 복수를 실현한 마을 사람들은 고문의 장면에서 하나가 된다는 의식을 고취한다. 그들의 영웅성을 가장 강렬하게 드러내는 것은 바로 이것이다. 결코 복수를 통해 정의를 실현하는 것이 아니다. 복수는 앞서도 살펴보았듯이 왕에게는 하나의 중대한 범죄기 때문이다. 그러나 영웅성으로 인해 그들은 자유를 되찾았다. 당대를 작품 안에 녹여낸, 그러나 시대를 거스르기 어려웠던 로페로서는 평민들의 자유를 옹호하는 연극을 쓰는 것은 불가능했겠지만, 정의가 실현되는 연극과 보통 사람들의 영웅성을 드러내는 연극을 쓰는 것은 가능했던 것이다.